# Aargauer Tagblatt
L'Aargauer Tagblatt est un journal suisse, qui a été édité à Aarau entre 1847 et 1996, année où il fusionna avec le Badener Tagblatt pour créer l'Aargauer Zeitung. L'Aargauer Tagblatt avait lui-même absorbé l'Aargauer Nachrichten en 1918.

## Description
Le journal a été l'organe du Parti radical-démocratique dès la fin du XIXe siècle et resta la voix de la bourgeoisie argovienne durant tout le XXe siècle.